# メタンチオールオキシダーゼ
メタンチオールオキシダーゼ（methanethiol oxidase）は、次の化学反応を触媒する酸化還元酵素である。
メタンチオール + O2 + H2O {\displaystyle \rightleftharpoons } ホルムアルデヒド + 硫化水素 + H2O2
反応式の通り、この酵素の基質はメタンチオールとO2とH2O、生成物はホルムアルデヒドと硫化水素とH2O2である。
組織名はmethanethiol:oxygen oxidoreductaseで、別名にmethylmercaptan oxidase、methyl mercaptan oxidase、(MM)-oxidase、MT-oxidaseがある。